# Memecylon gitingense
Memecylon gitingense är en tvåhjärtbladig växtart som beskrevs av Adolph Daniel Edward Elmer. Memecylon gitingense ingår i släktet Memecylon och familjen Melastomataceae. Inga underarter finns listade i Catalogue of Life.